# Lijst van voetbalinterlands Ecuador - Haïti
Deze lijst van voetbalinterlands is een overzicht van alle officiële voetbalwedstrijden tussen de nationale teams van Ecuador en Haïti. De landen speelden tot op heden vijf keer tegen elkaar. De eerste ontmoeting, een vriendschappelijke wedstrijd, werd gespeeld in Port-au-Prince op 12 mei 1973. Het laatste duel, een groepswedstrijd tijdens de Copa América Centenario, vond plaats op 12 juni 2016 in East Rutherford (Verenigde Staten).

## Wedstrijden
| № | Plaats          | Datum           | Competitie              | Wedstrijd       | Uitslag |
| - | --------------- | --------------- | ----------------------- | --------------- | ------- |
| 1 | Port-au-Prince  | 12 mei 1973     | Vriendschappelijk       | Haïti – Ecuador | 1 – 2   |
| 2 | Port-au-Prince  | 15 mei 1973     | Vriendschappelijk       | Haïti – Ecuador | 1 – 0   |
| 3 | Miami           | 20 januari 2002 | CONCACAF Gold Cup 2002  | Ecuador – Haïti | 0 – 2   |
| 4 | Latacunga       | 26 maart 2008   | Vriendschappelijk       | Ecuador – Haïti | 3 – 1   |
| 5 | East Rutherford | 12 juni 2016    | Copa América Centenario | Ecuador – Haïti | 4 – 0   |

## Samenvatting
| Competitie        | Totaal gespeeld | Winst Ecuador | Gelijk | Winst Haïti | Doelsaldo Ecuador – Haïti |
| ----------------- | --------------- | ------------- | ------ | ----------- | ------------------------- |
| Copa América      | 1               | 1             | 0      | 0           | 4 − 0                     |
| CONCACAF Gold Cup | 1               | 0             | 0      | 1           | 0 − 2                     |
| Vriendschappelijk | 3               | 2             | 0      | 1           | 5 − 3                     |
| Totaal            | 5               | 3             | 0      | 2           | 9 − 5                     |

Wedstrijden bepaald door strafschoppen worden, in lijn met de FIFA, als een gelijkspel gerekend.

## Details

### Eerste ontmoeting
| Vriendschappelijk (Port-au-Prince, Haïti, 12 mei 1973): |              | |
| Haïti | 1 – 2        | Ecuador |
| Claude Barthelemy ??' | goals        | ??' Cristóbal Mantilla ??' Italo Estupiñan |
| Antoine Tassy | bondscoach   | Roberto Resquín |
| Henri Françillon Arsène Auguste Wilner Nazaire Ernst Jean-Joseph Guy François Jean-Claude Désir Philippe Vorbe Claude Barthélémy Emmanuel Sanon Fritz Leandré Guy Saint-Vil | opstellingen | Eduardo Méndez Jefferson Camacho ??' Jesús Ortiz Miguel Oswaldo Pérez Belford Párraga Enrique Portilla Jorge Tapia ??' Cristóbal Mantilla Félix Lasso Ítalo Estupiñán ??' Marco Guime |
| | wissels      | ??' Ramiro Tobar ??' Víctor Martínez ??' Gonzalo Castañeda |
| - Debuut van Miguel Oswaldo Pérez voor Ecuador. |              | |

### Tweede ontmoeting
| Vriendschappelijk (Port-au-Prince, Haïti, 15 mei 1973): |       |         |
| Haïti                                                   | 1 – 0 | Ecuador |
| Doelpuntenmaker onbekend                                | goals |         |

### Derde ontmoeting
| CONCACAF Gold Cup 2002 (Miami, Verenigde Staten, 20 januari 2002): |              | |
| Ecuador | 0 – 2        | Haïti |
| | goals        | 6' (e.d.) Edison Méndez 44' Charles Alerte |
| Hernán Darío Gómez | bondscoach   | Jorge Castelli |
| José Cevallos Iván Hurtado Alfonso Obregón 56' Raúl Guerrón Carlos Hidalgo Álex Aguinaga 56' Cléber Chalá 46' Geovanny Espinoza Edison Méndez Edwin Tenorio Ángel Fernández | opstellingen | Geteau Ferdinand Frantz Gilles Jean-Jacques Pierre Gilbert Jean-Baptiste 78' Johnny Descolines Golman Pierre Wilfrid Montilas 70' Charles Alerte Roosevelt Desir 88' Pierre Roland Saint-Jean Pierre Richard Bruny |
| Cristian Lara 46' Nicolás Asencio 56' Luis Gómez 56' | wissels      | 70' Ernst Atis 78' Renel Monpremier 88' David Saincius |
| Raúl Guerrón 30' Alfonso Obregón 44' Iván Hurtado 68' | gele kaarten | 38' Jean-Jacques Pierre 50' Frantz Gilles 53' Pierre Roland Saint-Jean 55' Charles Alerte 82' Johnny Descolines |

### Vierde ontmoeting
| Vriendschappelijk (Latacunga, Ecuador, 26 maart 2008): |              | |
| Ecuador | 3 – 1        | Haïti |
| Segundo Castillo 45' Walter Ayoví 59' Carlos Tenorio 61' | goals        | 5' Davidson Charles |
| Sixto Vizuete | bondscoach   | Pierre Sonche |
| Marcelo Elizaga 72' Erick de Jesús Iván Hurtado Giovanni Espinoza 74' Gabriel Achilier 59' Segundo Castillo David Quiroz 66' Luis Antonio Valencia Walter Ayoví 72' Carlos Tenorio Felipe Caicedo 54' | opstellingen | Yves-Marie Clervin 65' Pierre Richard Brunny 46' Regillio Nooitmeer Franz Bertin Franz Gilles Pierre Jean-Jacques 57' Leonel Saint-Preux Germaín Meter Alain Vubert 56' Charles Davison 65' Ricardo Pierre-Louis |
| Chistian Benítez 54' Isaac Mina 59' Christian Lara 66' Máximo Banguera 72' Carlos Hidalgo 72' Carlos Castro 74'                                                                                       | wissels      | 46' Jemps Dorcelus 56' Norde Sony 57' Pierre Mercier 65' Avesta Judelin 65' Éliphène Cadet |
| Chistian Benítez 88' | gele kaarten | 28' Regillio Nooitmeer 43' Leonel Saint-Preux |
| - Debuut van Isaac Mina (Sociedad Deportivo Quito) en Gabriel Achilier (Deportivo Azogues) voor Ecuador.                                                                                              |              | |

### Vijfde ontmoeting
| Copa América Centenario (East Rutherford, Verenigde Staten, 12 juni 2016): |              | |
| Ecuador | 4 – 0        | Haïti |
| Enner Valencia 11' Jaime Ayoví 20' Christian Noboa 57' Antonio Valencia 78' | goals        | |
| Gustavo Quinteros | bondscoach   | Patrice Neveu |
| Alexander Domínguez Arturo Mina Frickson Erazo Juan Carlos Paredes Christian Noboa Jefferson Montero Walter Ayoví Antonio Valencia Carlos Gruezo 79' Enner Valencia 84' Jaime Ayoví 46' | opstellingen | Johny Placide Mechack Jérôme Kim Jaggy Romain Genevois Stéphane Lambese 71' Kevin Lafrance James Marcelin 70' Kervens Belfort Sony Nordé Duckens Nazon Jean-Eudes Maurice |
| Juan Cazares 46' Fernando Gaibor 79' Fidel Martínez 84' | wissels      | 70' Jeff Louis 71' Max Hilaire |
| | gele kaarten | 37' Kevin Lafrance 90' Romain Genevois |

FEF · A-internationals · Bondscoaches · Selecties · Statistieken · Ecuadoraans vrouwenelftal · Olympisch elftal · Ecuador U21 · Ecuador U20 · Ecuador U18 · Ecuador U17
1938 – 1949 ·
1950 – 1959 ·
1960 – 1969 ·
1970 – 1979 ·
1980 – 1989 ·
1990 – 1999 ·
2000 – 2009 ·
2010 – 2019 ·
2020 − 2029
WK 2002 · 
WK 2006 · 
WK 2014
1938 · 
1939 · 
1940 · 
1941 · 
1942 · 
1943 · 1944 · 
1945 · 
1946 · 
1947 · 
1948 · 
1949 · 
1950 · 1951 · 1952 · 
1953 · 
1954 · 
1955 · 
1956 · 
1957 · 
1958 · 
1959 · 
1960 · 
1961 · 1962 · 
1963 · 
1964 · 
1965 · 
1966 · 
1967 · 1968 · 
1969 · 
1970 · 
1971 · 
1972 · 
1973 · 
1974 · 
1975 · 
1976 · 
1977 · 
1978 · 
1979 · 
1980 · 
1981 · 
1982 · 
1983 · 
1984 · 
1985 · 
1986 · 
1987 · 
1988 · 
1989 · 
1990 · 
1991 · 
1992 · 
1993 · 
1994 · 
1995 · 
1996 · 
1997 · 
1998 · 
1999 · 
2000 · 
2001 · 
2002 · 
2003 · 
2004 · 
2005 · 
2006 · 
2007 · 
2008 · 
2009 · 
2010 · 
2011 · 
2012 · 
2013 · 
2014 · 
2015 · 
2016 · 
2017 ·
2018 ·
2019 ·
2020 ·
2021 ·
2022
Argentinië ·
Armenië ·
Australië ·
Bolivia · 
Brazilië ·
Bulgarije ·
Canada ·
Chili ·
Colombia ·
Costa Rica ·
Cuba ·
Denemarken ·
DDR ·
Duitsland ·
El Salvador ·
Engeland ·
Estland ·
Finland ·
Frankrijk ·
Griekenland ·
Guatemala ·
Haïti ·
Honduras ·
Ierland ·
Irak ·
Iran ·
Italië ·
Jamaica ·
Japan ·
Joegoslavië ·
Jordanië ·
Kaapverdië ·
Koeweit ·
Kroatië · 
Libanon ·
Mexico ·
Nederland ·
Nigeria ·
Noord-Macedonië ·
Oeganda ·
Oman ·
Panama ·
Paraguay ·
Peru ·
Polen ·
Portugal ·
Qatar ·
Roemenië ·
Saoedi-Arabië ·
Schotland ·
Senegal ·
Spanje ·
Trinidad en Tobago ·
Turkije · 
Uruguay ·
Venezuela ·
Verenigde Staten ·
Wit-Rusland ·
Zambia ·
Zuid-Afrika ·
Zuid-Korea ·
Zweden ·
Zwitserland
Costa Rica (2006) · 
Duitsland (2006) · 
Engeland (2006) · 
Frankrijk (2014) · 
Honduras (2014) · 
Nederland (2022) · 
Polen (2006) · 
Qatar (2022) · 
Zwitserland (2014)
FHF · A-internationals · Selecties · Bondscoaches · Haïtiaans vrouwenelftal ·  Haïti U21 · Haïti U20 · Haïti U19 · Haïti U18 · Haïti U17
1925 ·
1926 ·
1927–1931 · 
1932 ·
1933 · 
1934 ·
1935–1937 · 
1938 ·
1939 ·
1940–1943 · 
1944 ·
1945–1947 · 
1948 ·
1949 ·
1950 ·
1951 ·
1952 ·
1953 ·
1954 ·
1955 · 
1956 ·
1957 ·
1958 ·
1959 ·
1960 · 
1961 ·
1962 ·
1963 ·
1964 ·
1965 ·
1966 ·
1967 ·
1968 ·
1969 ·
1970 · 
1971 ·
1972 ·
1973 ·
1974 ·
1975 ·
1976 ·
1977 ·
1978 ·
1979 ·
1980 ·
1981 ·
1982 · 
1983 ·
1984 ·
1985 ·
1986–1988 · 
1989 ·
1990 · 
1991 ·
1992 ·
1993 · 
1994 ·
1995 · 
1996 ·
1997 ·
1998 ·
1999 ·
2000 ·
2001 ·
2002 ·
2003 ·
2004 ·
2005 ·
2006 ·
2007 ·
2008 ·
2009 ·
2010 ·
2011 ·
2012 ·
2013 ·
2014 ·
2015 ·
2016 ·
2017 ·
2018 ·
2019 ·
2020 ·
2021 ·
2022 ·
2023 ·
2024 ·
2025
Amerikaanse Maagdeneilanden ·
Antigua en Barbuda ·
Argentinië ·
Aruba ·
Azerbeidzjan ·
Bahama's ·
Bahrein ·
Barbados ·
Belize ·
Bermuda ·
Bolivia ·
Brazilië ·
Britse Maagdeneilanden ·
Canada ·
Chili ·
China ·
Colombia ·
Costa Rica ·
Cuba ·
Curaçao ·
Dominica ·
Dominicaanse Republiek ·
Ecuador ·
El Salvador ·
Grenada ·
Guatemala ·
Guyana ·
Honduras ·
Italië ·
Jamaica ·
Japan ·
Jordanië ·
Kaaimaneilanden ·
Kosovo ·
Mexico ·
Montserrat ·
Nederlandse Antillen ·
Nicaragua ·
Oman ·
Panama ·
Peru ·
Polen ·
Puerto Rico ·
Qatar ·
Saint Kitts en Nevis ·
Saint Lucia ·
Saint Vincent en de Grenadines ·
Spanje ·
Suriname ·
Syrië ·
Trinidad en Tobago ·
Turks- en Caicoseilanden ·
Uruguay ·
Venezuela ·
Verenigde Arabische Emiraten ·
Verenigde Staten ·
Zuid-Korea